# Smart Upper Stage for Innovative Exploration
Smart Upper Stage for Innovative Exploration (SUSIE) är ett förslag på en återanvändbar rymdfarkost som kan vara antingen en "automatiserad fraktfarkost" eller att transportera upp till fem astronauter till låg omloppsbana om jorden, designad av ArianeGroup för att skjutas upp på Ariane 64 för Europeiska rymdorganisationens (ESA) uppdrag.
Förslaget tillkännagavs vid den internationella astronautiska kongressen 2022 i Paris. Det finansierades genom forskningsmedel från ESA:s initiativ "New European Space Transportation Solutions" (NESTS) som svar på den strategiska prioriteringen att säkerställa Europas egna framtida tillgång till rymden.
Farkosten ersätter raketens noskon och väga 25 ton, vilket motsvarar Ariane 64:s hela lyftkapacitet till låg omloppsbana.
Den ska kunna bära upp till 5 astronauter, eller i automatiserad lastkonfiguration, upp till 7 ton nyttolast.
Farkosten planeras landa vertikalt och på ett sånt sätt att landnings- och räddningssystem kan kombineras, vilket innebär att säkerhetssystemet för uppdragsavbrott skulle förbli effektivt i alla skeden av ett besättningsuppdrag, inte bara vid de inledande delarna av uppskjutningen.
SUSIE skulle senare kunna användas tillsammans med en föreslagen återanvändbar bärraket för tunga lyft från ArianeGroup.